# 胡廷宴
胡廷宴（16世紀—17世紀），原名胡寓，中舉後改名廷宴，字以惠，號瞻明，福建漳州府漳浦县軍籍，明朝政治人物。同进士出身。

## 生平
五月二十五日生，治诗经。萬曆十三年（1585年）乙酉科福建乡试第七名举人，二十三年（1595年）乙未科會試第五十五名，廷試三甲第三十二名进士，刑部觀政，本年六月初授江西吉安府庐陵县知县，歴官山东右参议，三十八年三月调江西右参议，六月升本省副使兼右参议。四十七年（1619年），起復为廣西副使。天启元年（1621年），升廣西右參政，晉按察使，五年（1625年）升浙江布政使司右布政使。六年，改陕西左布政使榆林中路兵备道，七年改榆林东路兵备，尋升陕西巡撫，與总督史永安、巡按御史庄谦、袁鲸、帅众等合词请建魏忠贤生祠，祠名懋彝。崇禎元年十二月，以三秦灾荒，救备无术，被免官。

## 家族
曾祖胡仁，庠生。祖胡有徵，恩例冠带。父胡文远，嘉靖三十四年舉人，官奉政大夫淮府長史、乡飲賓。母沈氏，封孺人；继母程氏，封孺人。具庆下。弟胡廷宰，万历二十二年应天榜甲午舉人，改名廷寁。從兄胡士鰲（丁丑進士、青州知府）；胡賓墀（壬辰進士、刑部主事）。
娶吴氏，封孺人；继娶趙氏，封孺人。子思謙、思益、思豫。